# الطراد الياباني يورا
يورا (由 良) كان الطراد الرابع من أصل ستة طرادات اكتمل بنائها من فئة ناغارا للطرادات الخفيفة لصالح البحرية الإمبراطورية اليابانية.